# Jorochito
Jorochito är en ort i Bolivia.   Den ligger i departementet Santa Cruz, i den centrala delen av landet, 220 km nordost om huvudstaden Sucre. Jorochito ligger 564 meter över havet och antalet invånare är 4 013.
Terrängen runt Jorochito är kuperad västerut, men österut är den platt. Jorochito ligger nere i en dal. Närmaste större samhälle är Santiago del Torno, 9,1 km nordost om Jorochito.
Omgivningarna runt Jorochito är huvudsakligen savann. Runt Jorochito är det tätbefolkat, med 286 invånare per kvadratkilometer.